# Донецкий (Луганская область)
Доне́цкий (укр. Донецький) — посёлок, относится к Кировскому городскому совету Луганской области Украины.

## География
Соседние населённые пункты: посёлки Голубовское и Берёзовское на юго-западе, город Кировск на юге, сёла Весняное, Дачное, посёлок Фрунзе на юго-востоке, село Желобок на северо-востоке.

## История
Поселение возникло в 1902—1904 гг. как шахтёрский посёлок в связи со строительством угольной шахты.
В ходе революции 1905 года здесь имело место выступление шахтёров, выступивших против нечеловеческих условий работы на шахте, в ходе которого французский управляющий шахты был убит.
В 1910 году шахту купило Петро-Донецкое акционерное общество, и посёлок стал называться Петро-Донецкий рудник.
В июне 1917 года на Петро-Донецком руднике был создан комитет профсоюза горняков.
Во время Великой Отечественной войны в 1941—1943 гг. селение находилось под немецкой оккупацией, но после окончания боевых действий в соответствии с четвёртым планом восстановления и развития народного хозяйства СССР было восстановлено.
В 1963 году селение стало посёлком городского типа Донецкий.
По состоянию на начало 1968 года здесь действовали две угольные шахты (шахта № 6—7 и шахта № 5/13), профессионально-техническое училище, две средние школы, восьмилетняя школа, две средние школы рабочей молодёжи, больница, поликлиника, 11 библиотек, кинотеатр и два клуба.
В 1970 году численность населения составляла 12 тыс. человек, основой экономики являлась добыча каменного угля.
В 1978 году численность населения составляла 11,7 тыс. человек, здесь действовали каменноугольная шахта "Луганская", Зимогорьевский кирпичный завод, участок производственного объединения "Ворошиловградстройматериалы", Кировское напилочное производство, дом быта, три общеобразовательные школы, больница и три других лечебных учреждения, 7 библиотек и 2 клуба.
В 1989 году численность населения составляла 5679 человек.
По переписи 2001 года население составляло 4769 человек.
По состоянию на 1 января 2013 года численность населения составляла 3688 человек
С весны 2014 года — в составе самопровозглашённой Луганской Народной Республики.
После подписания в феврале 2015 года второго минского соглашения по северо-западным окраинам посёлка проходит линия разграничения сил в Донбассе.

## Транспорт
Железнодорожная станция Водопровод.

## Местный совет
93890, Луганская обл., Кировский городской совет, пгт. Донецкий, ул. Шевченко, 27